# Baviaans
Baviaans – gmina w Południowej Afryce, w Prowincji Przylądkowej Wschodniej, w dystrykcie Cacadu. Siedzibą administracyjną gminy jest Willowmore.